# Ingeborg Bachmann
Pour les articles homonymes, voir Bachmann.
Ingeborg Bachmann, née le 25 juin 1926 à Klagenfurt, en Carinthie, et morte le 17 octobre 1973 à Rome, est une poétesse, nouvelliste et romancière autrichienne.

## Biographie

### Famille et formation

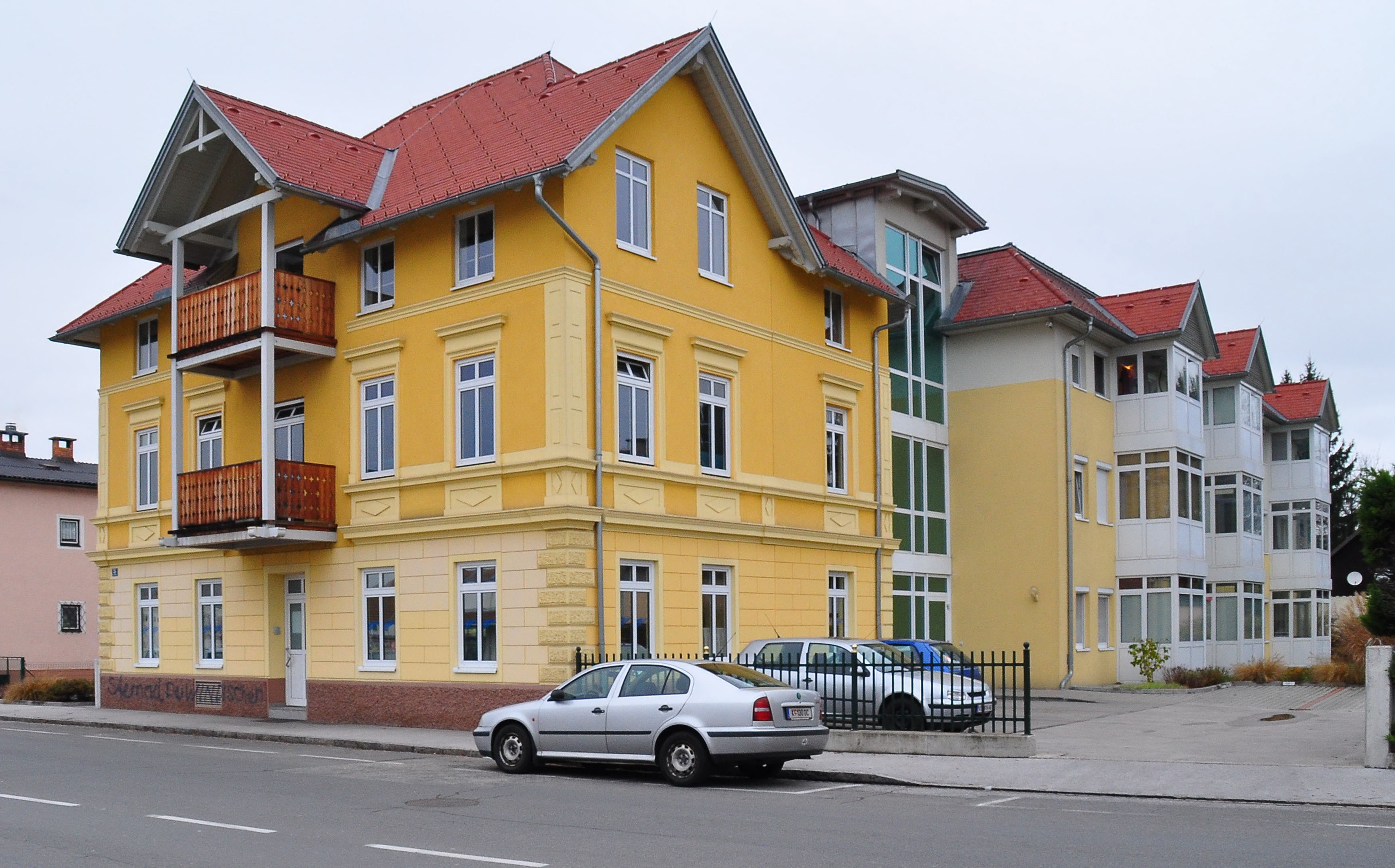
Maison natale d'Ingeborg Bachmann à Klagenfurt.

Ingeborg Bachmann est la fille d'un professeur protestant, Mathias Bachmann, qui adhère au NSDAP, le parti nazi, en 1932, et qui s'engage comme volontaire dès la déclaration de guerre à la Pologne en 1939.
Elle s'inscrit à l'université d'Innsbruck à l'automne 1945 pour des études de psychologie, philosophie et germanistique. En 1946, à Graz, elle continue par des études de philosophie et de germanistique, tout en suivant quelques cours de droit. Elle arrive à Vienne à l'automne 1946 pour poursuivre des études de philosophie et germanistique.
Tout en se frayant un chemin dans le monde des lettres grâce à certains mentors, notamment Hans Weigel, elle commence à publier, tout en obtenant un doctorat de philosophie en 1950 avec une thèse intitulée « La réception critique de la philosophie existentielle de Martin Heidegger ».

### Carrière littéraire
Elle rencontre Paul Celan, à Vienne, en 1948 ; rencontre décisive, tant pour Celan que pour Bachmann. En août 2008, leur très importante correspondance est publiée par Suhrkamp Verlag sous le titre Herzzeit (en français Le Temps du cœur). Cette correspondance, comme l'étude de leur poésie, montrent que leur relation fut non seulement amoureuse mais également poétique et poétologique, et que cette interaction a enrichi les œuvres de l'un comme de l'autre.
La rencontre de Hans Werner Richter à Vienne en 1952, alors qu'elle travaille comme rédactrice-conceptrice à la radio américaine Rot-Weiß-Rot lui permet de rejoindre le Groupe 47, qui regroupe les écrivains voulant renouveler la littérature et le langage, rompre avec la tradition et libérer la culture des séquelles du nazisme.
Bachmann est la seconde femme, après Ilse Aichinger, à recevoir le prix décerné par le Groupe 47 pour son premier recueil de poèmes, Le Temps en sursis (Die Gestundete Zeit), en 1953.
En 1953, elle quitte Vienne pour Rome, et c'est dans cette ville que le photographe Herbert List réalise la photo qui fait la couverture de Der Spiegel, en août 1954. Que l'hebdomadaire allemand la mette ainsi à la une montre la célébrité dont elle jouit à 28 ans.
En 1956, elle publie son second recueil de poèmes, Invocation de la Grande Ourse. Elle ne publie plus de recueil par la suite. Toutefois, elle continuera toute sa vie à écrire et à publier des poèmes, comme La Bohême est au bord de la mer, un des plus connus.
De 1958 à 1962, elle partage la vie de l'écrivain suisse de langue allemande Max Frisch, rencontré à Francfort. Ils vivent entre Rome et Francfort.
En 1959, elle inaugure, comme premier professeur invité, la chaire de poétique de l'université Johann Wolfgang Goethe de Francfort-sur-le-Main, créée pour permettre à un écrivain de langue allemande d'y exposer son « art poétique ». Des six conférences initialement prévues (de novembre 1959 à février 1960), elle n'en donne que cinq sous le titre « Questions de poésie contemporaine ».
En 1961, elle publie un premier recueil de nouvelles, La Trentième Année.
Elle reçoit en 1964 le prestigieux prix Georg-Büchner pour ses poèmes, et compose pour la réception de celui-ci son texte Berlin, un lieu de hasards.
Ses relations amoureuses furent nombreuses. Celle avec le compositeur Hans Werner Henze généra de nombreuses œuvres communes, comme Un monologue du prince Mychtchkine, le ballet Der junge Lord (Le Jeune Lord), l'opéra Der Prinz von Homburg (Le Prince de Hombourg) ou la pièce radiophonique Die Zikaden. Henze mit en musique les poèmes  Aria I et Sauf-conduit (Aria II) dans ses études symphoniques Nachtstücke und Arien (1957).
Malina, publié en 1971, est le premier et seul roman achevé par Ingeborg Bachmann et paru de son vivant. Premier tome d'une tétralogie intitulée Todesarten (Genres de mort), qui ne fut jamais menée à bien du fait de la mort subite de l'écrivaine, il est suivi des volumes Le Livre Franza et Le Livre Goldmann publiés à titre posthume sous leur forme fragmentaire.

### Mort

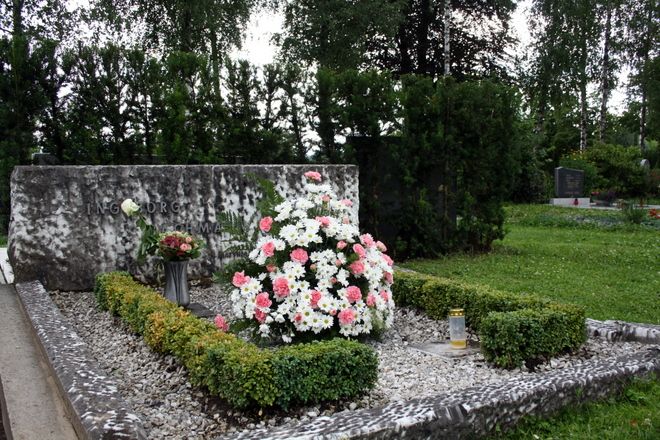
Tombe d'Ingeborg Bachmann.

Ingeborg Bachmann meurt dans un hôpital à Rome, le 17 octobre 1973, après avoir été retrouvée brûlée dans son appartement. Sa mort a suscité bien des commentaires et des interrogations, mais il est établi désormais qu'elle s'est endormie une cigarette à la main sans doute après avoir pris une forte dose d'antidépresseurs et de neuroleptiques, dont elle était devenue dépendante.
Elle laisse derrière elle des milliers de pages de textes inachevés qui sont peu à peu transcrits et analysés. Une édition critique et historique est en cours d'élaboration aux éditions Suhrkamp.[réf. nécessaire]

## Postérité
Depuis 1977, un prix Ingeborg-Bachmann est décerné à Klagenfurt.

## Thèmes
À travers ses poèmes, elle cherche, conformément à l'objectif du Groupe 47, à renouveler le langage : on ne construit pas « un monde nouveau sans un langage nouveau ».
Une autre thématique bachmannienne se dégage lentement : l'Amour et sa violence relationnelle inhérente, l'incommunicabilité dans le couple, mais aussi le tragique de l'existence féminine.
L'œuvre d'Ingeborg Bachmann constitue un ensemble sans frontières, où la poésie et la prose s'interpénètrent et dont la thématique principale est la recherche de vérité.

## Au  cinéma
Malina est adapté à l'écran en 1991 par le cinéaste allemand Werner Schroeter, sur un scénario d'Elfriede Jelinek. L'héroïne est incarnée par Isabelle Huppert. Le travail en commun de Schroeter et Jelinek modifie de façon conséquente le sens et la portée du roman. Il renforce l'idée fausse tendant à identifier Bachmann à son personnage principal — ce dont elle s'était pourtant défendue dans les interviews faites après la parution du roman.
Sorti en 2023, le film Ingeborg Bachmann – Reise in die Wüste, réalisé par Margarethe von Trotta, lui est consacré ; il montre notamment sa relation avec Max Frisch, son voyage en Égypte ainsi que son travail littéraire. Le rôle de Bachmann est interprété par Vicky Krieps.

## Œuvres

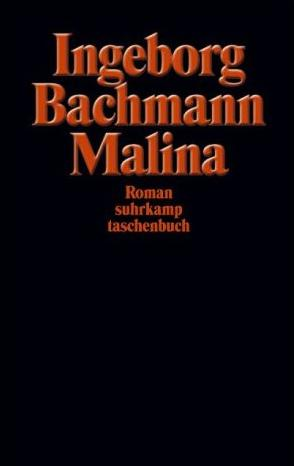
Couverture de 1971 de Malina, roman de Bachmann.

- Le Temps en sursis (Die gestundete Zeit, 1953), recueil de poèmes
- Les Cigales (Die Zikaden, 1955), pièce radiophonique
- Invocation à la Grande Ourse (Anrufung des Großen Bären, 1956), recueil de poèmes
- Le Bon Dieu de Manhattan (Der Gute Gott von Manhattan, 1958), pièce radiophonique
- La Trentième Année (Das dreißigste Jahr, 1961), 2010[9], recueil de sept nouvelles organiquement liées entre elles résumées et regroupées dans la dernière, Ondine s’en va, elle-même inspirée du conte romantique Ondine de Friedrich de La Motte-Fouqué
- Berlin, un lieu de hasards (Ein Ort für Zufälle, 1965), 1987 (avec des dessins de Günter Grass), texte court
- Malina (1971), 1973, roman
- Trois sentiers vers le lac (Simultan, 1972), 1982, recueil de nouvelles
- Franza (Der Fall Franza, 1979), roman
- Requiem pour Fanny Goldmann (Requiem für Fanny Goldmann, 1979), roman
- Le Passeur (nouvelles)
- Leçons de Francfort (Frankfurter Vorlesungen, 1980), recueil de cinq textes de conférences
- Lettres à Felician (Briefe an Felician, 1945-46, publiées en 1991).
- Œuvres (Thesaurus, Actes Sud, 2009)
- Journal de guerre, suivi des Lettres de Jack Hamesh à Ingeborg Bachmann (Kriegstagebuch. Mit Briefen von Jack Hamesh an Ingeborg Bachmann, 2010), (Actes Sud, 2011. Traduction F. Rétif)

- Ingeborg Bachmann, Paul Celan, (édition de Bertrand Badiou, Hans Höller, Andrea Stoll et Barbara Wiedemann ; traduit de l'allemand par Bertrand Badiou), Le temps du cœur : correspondance, 1948-1967, Paris, Éditions du Seuil, coll. « La librairie du XXIe siècle », 2011, 426 p.  (ISBN 978-2-02-097023-5)

- Toute personne qui tombe a des ailes, Poèmes 1942-1967. Édition, introduction et traduction par F. Rétif, Paris, Gallimard, 2015. (ISBN 978-2-07-044928-6)